# Sebastiano Tecchio
Sebastiano Tecchio (Vicenza, 3 gennaio 1807 – Venezia, 24 gennaio 1886) è stato un politico italiano.

## Biografia
Sebastiano Tecchio nacque il 3 gennaio 1807 a Vicenza. Era figlio di Francesco Tecchio e di Francesca Garbinati 
.
A 22 anni si laureò in giurisprudenza presso l'Università di Padova ed esercitò la professione di avvocato ad Asiago, Montagnana e Vicenza; nel 1833 entrò come Cavaliere di giustizia nel Sovrano Militare Ordine di Malta.
Durante l'insurrezione di Vicenza nel 1848 abbandonò l'esercizio della professione e si dedicò interamente alla lotta politica. Fece parte della Giunta Straordinaria - il governo provvisorio che affiancava il Consiglio comunale - sostituita qualche giorno dopo dal Comitato Provvisorio Dipartimentale alle dipendenze della Repubblica di San Marco. Dopo la battaglia di Sorio egli, già contrario all'adesione a Venezia, guidò il partito filo sabaudo verso l'unione con il Regno di Sardegna, orientamento che venne deciso con il plebiscito di Vicenza del 16 maggio. Il 5 giugno fece parte della delegazione veneta che si recò presso il quartier generale di Carlo Alberto, portando i registri dei plebisciti, per concludere questa unione.
Il 10 giugno però gli austriaci riconquistarono Vicenza e il Tecchio fu proscritto dal governo austriaco e rimase in esilio fino al 1866 in Piemonte, dove divenne deputato della Sinistra nel Parlamento piemontese. Fu anche Ministro dei lavori pubblici dal 1848 al 1849.
Subito dopo la costituzione del Regno d'Italia divenne Presidente della Camera dei deputati nell'VIII legislatura - dal 22 marzo 1862 al 21 maggio 1863 - e fu nello stesso tempo Presidente del Comitato dell'emigrazione.
Nel 1866, dopo l'annessione del Veneto al termine della terza guerra d'indipendenza italiana, egli poté ritornare nella sua città; alle elezioni del 1876 fu eletto come rappresentante della Sinistra nel collegio di Thiene, poi designato Presidente del Senato del Regno d'Italia per tutta la XIII legislatura (1876 - 1880). Nel II Governo Rattazzi fu Ministro di Grazia e Giustizia e affari di Culto.
Morì a Venezia nel gennaio 1886 e la sua salma fu riportata a Vicenza. Due anni più tardi, la città commissionò un monumento all'architetto Carlo Morseletto e allo scultore veneziano Augusto Benvenuti, che porta la seguente epigrafe:
Il monumento fu collocato sotto la Loggia del Capitanio ma nel 1938, quando si costruì il nuovo voltatesta della Loggia al cui interno era appoggiato, fu trasferito nell'atrio di palazzo Trissino, in attesa di una nuova sistemazione.
Alla base del monumento, una targa bronzea raffigura Tecchio mentre proclama dal Palazzo Ducale di Venezia il plebiscito del Veneto del 1866.

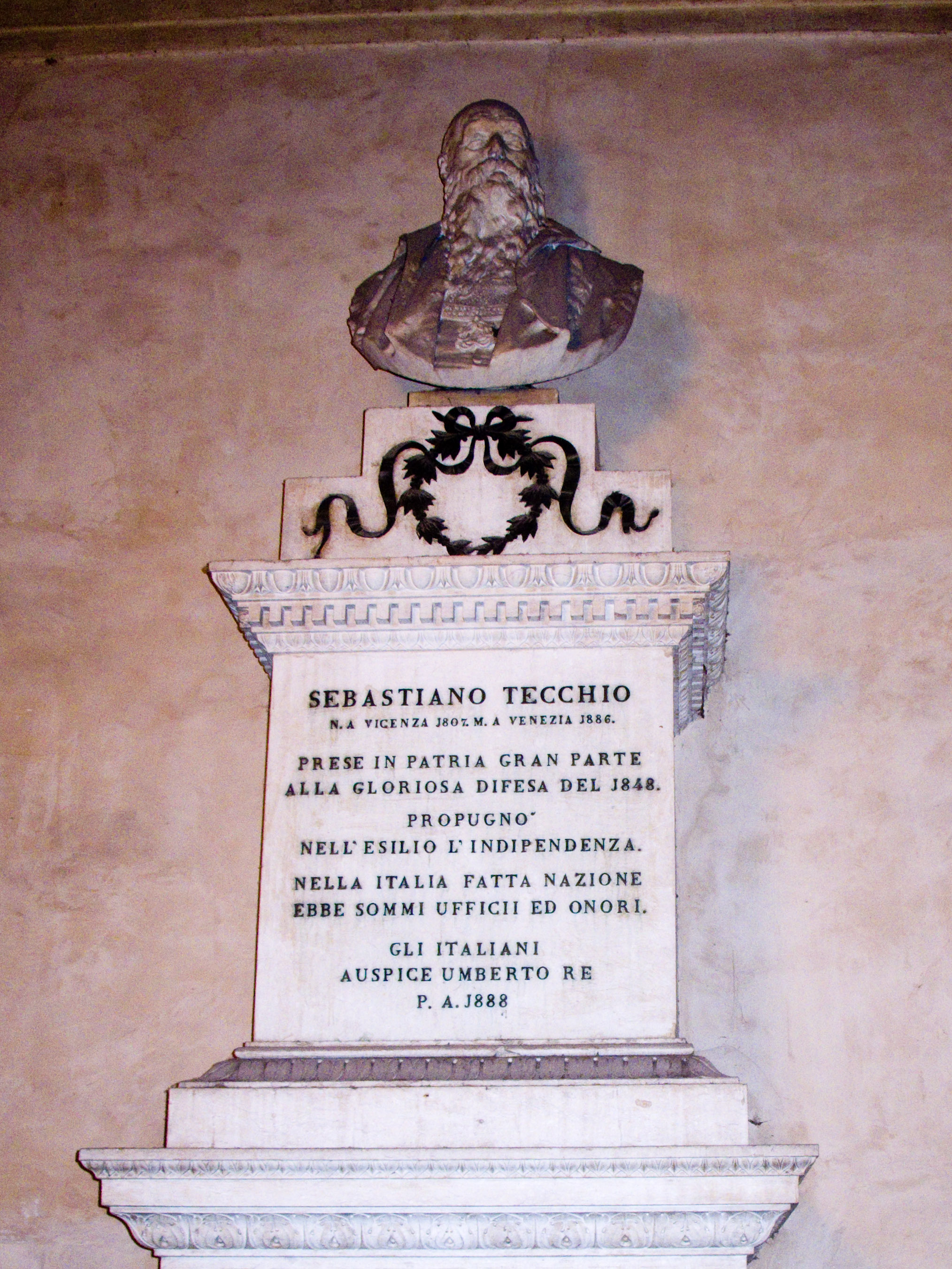
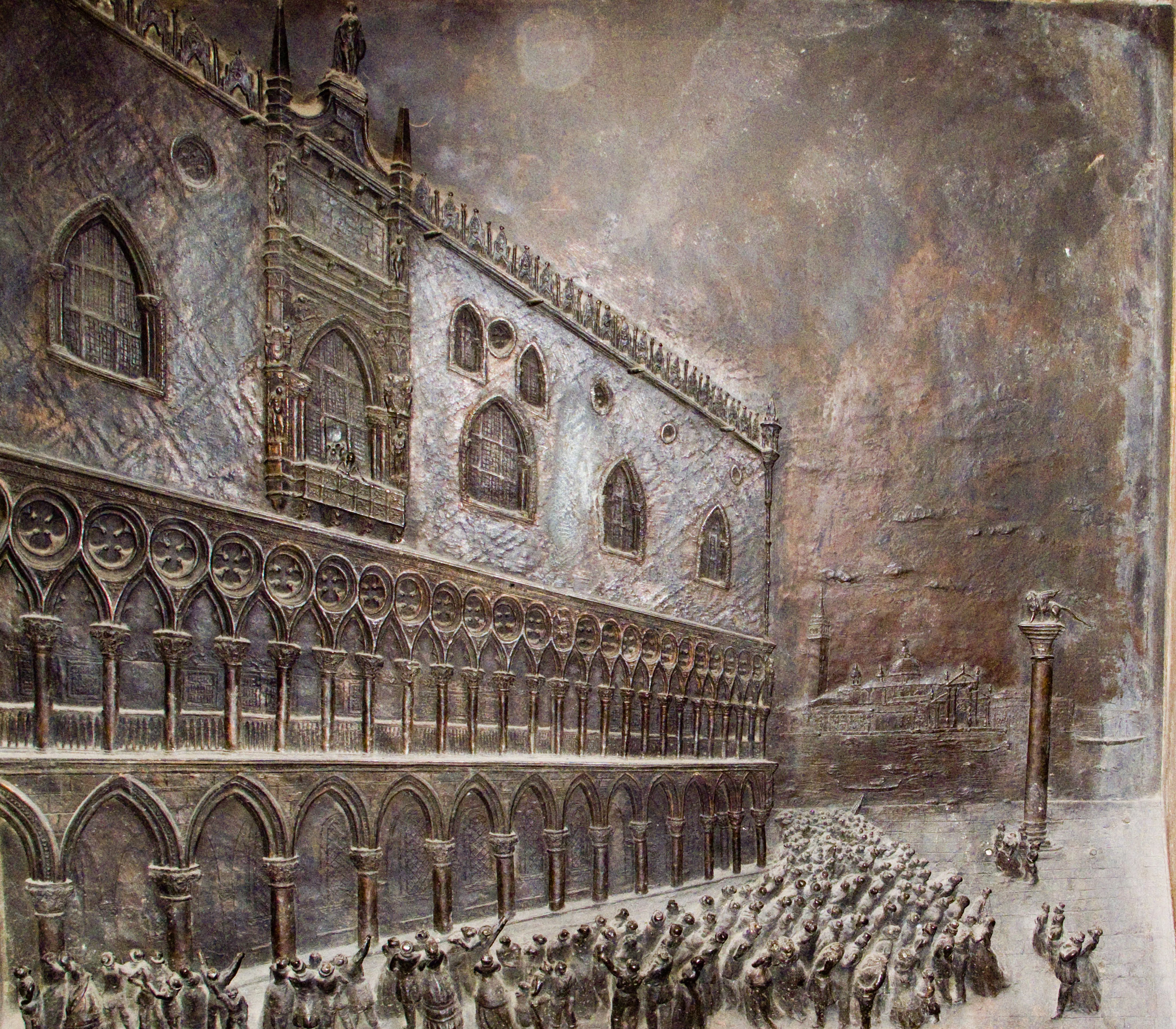

Con deliberazione del Consiglio comunale del 18 agosto 1964 è stata intitolata al Tecchio una strada nella zona del Mercato Ortofrutticolo.